# Pirtinkarrat
Pirtinkarrat är en ö i Finland.   Den ligger i kommunen Nystad i den ekonomiska regionen Nystadsregionen och landskapet Egentliga Finland, i den sydvästra delen av landet, 210 km väster om huvudstaden Helsingfors.
Terrängen på Pirtinkarrat är varierad.  I omgivningarna runt Pirtinkarrat växer i huvudsak barrskog.